# Rue des Huissiers
La rue des Huissiers est une voie de la commune de Neuilly-sur-Seine (département des Hauts-de-Seine).

## Situation et accès
Cette rue est située dans un emplacement qui ne fut urbanisé qu'à la fin du XVIIIe siècle.
Partant de l'avenue Achille-Peretti (encore appelée avenue du Roule), elle rencontre la rue des Poissonniers, et se termine au sud, au droit d'une contre-allée de l'avenue Charles-de-Gaulle, anciennement avenue de Neuilly.

## Origine du nom

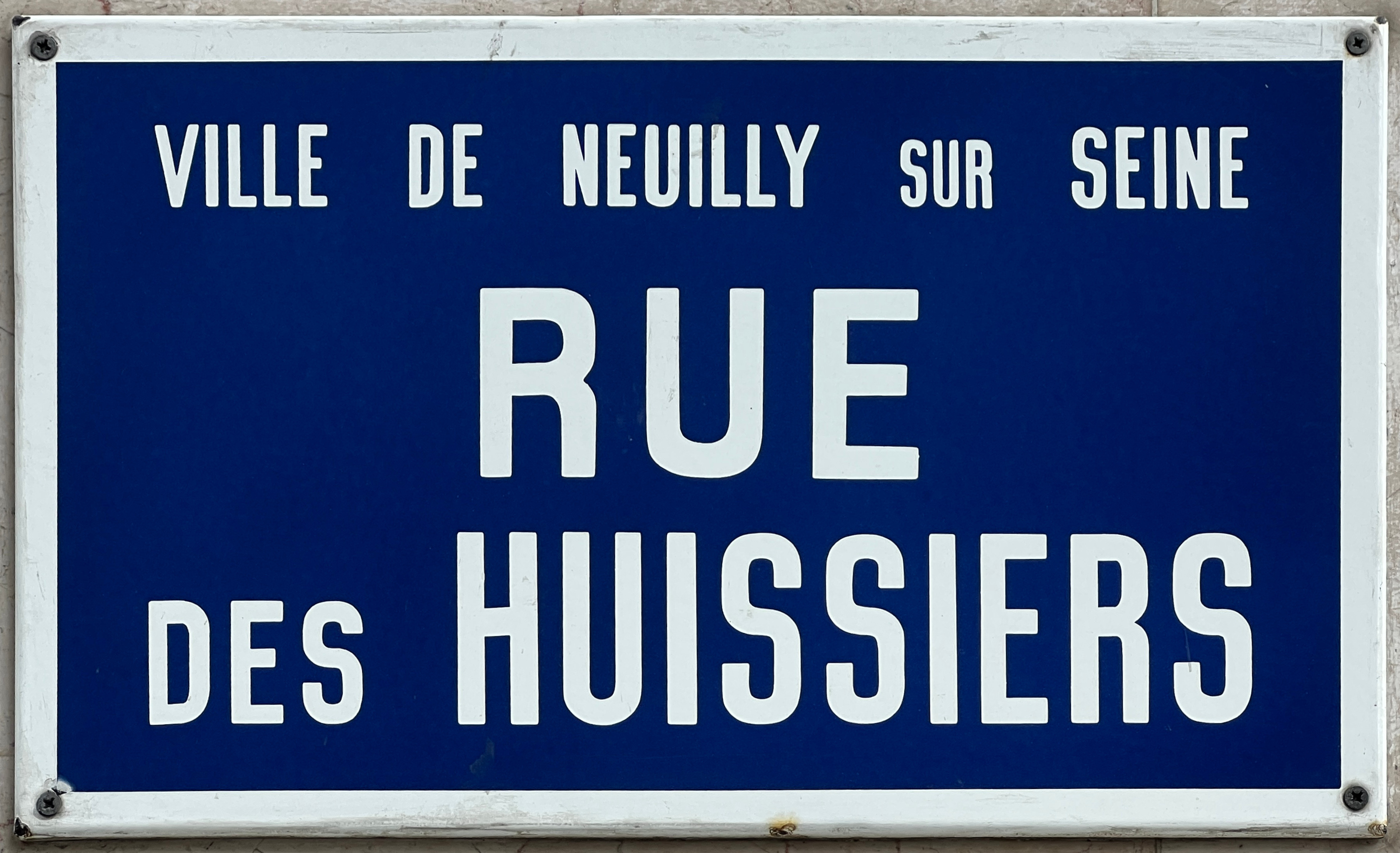
Plaque de la rue.

Cette rue s'appelait autrefois le chemin des Huissiers, car la corporation des huissiers de France y avait installé des boutiques et des ateliers pour la fabrication des huisseries.
Le nom en a été fixé en 1816.

## Bâtiments remarquables et lieux de mémoire
- Ancienne usine des parfums Rigaud.
- Une école de garçons y fut inaugurée en 1865[5].
- Anciens grands magasins Félix Potin[6] (1910-1914 - architecte : Charles Lemaresquier), fermés vers 1945 ; immeuble rénové vers 1950 pour le Laboratoire pharmaceutique Roger Bellon (architectes : Lionel de Gramont et François Croué)[7],[8] et occupé depuis 2018 par la mutuelle Carac, après une rénovation dirigée par l'architecte Raf Listowski[9],[10].

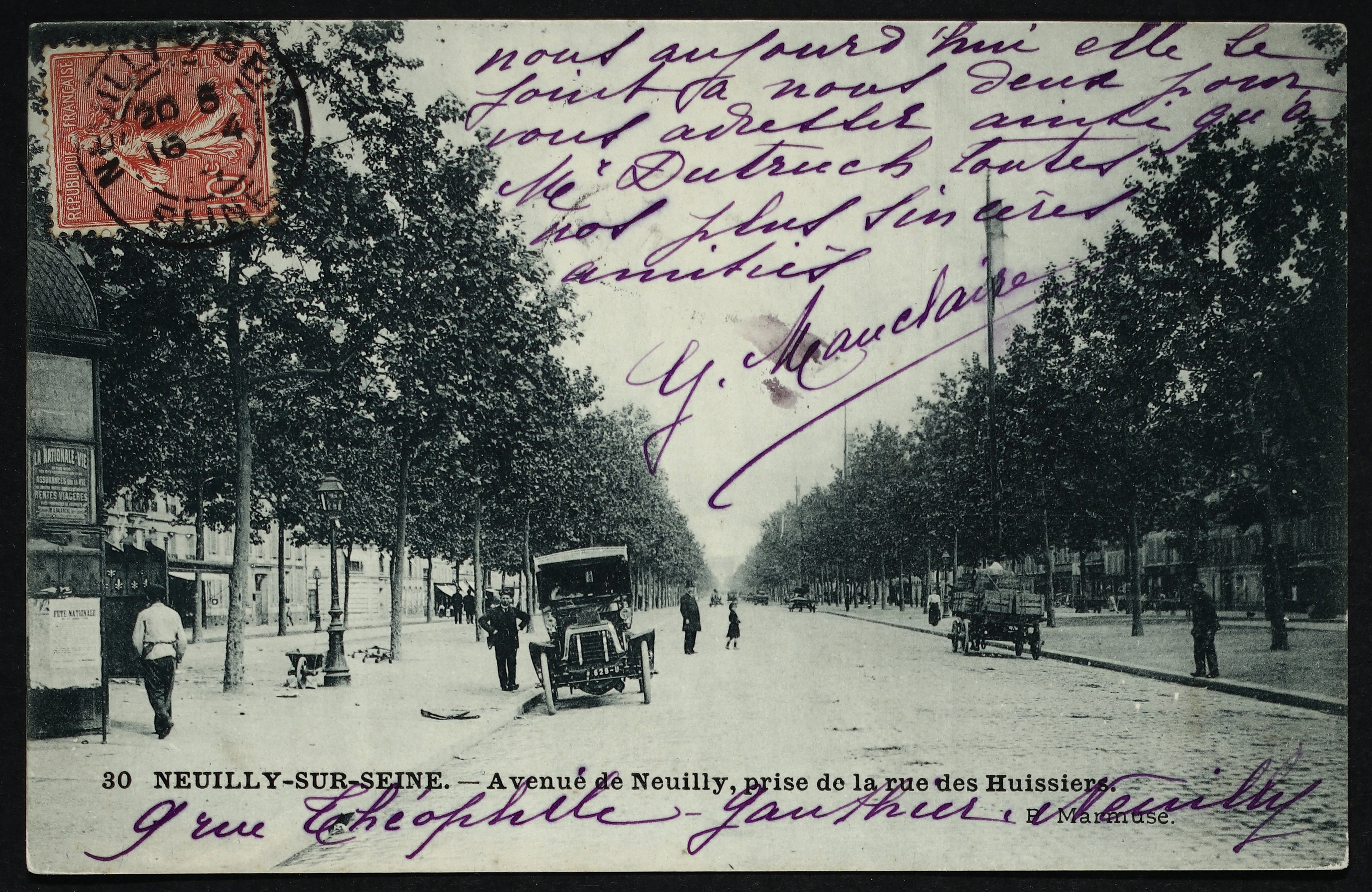
Avenue de Neuilly, prise de la rue des Huissiers, au début du XXe siècle.
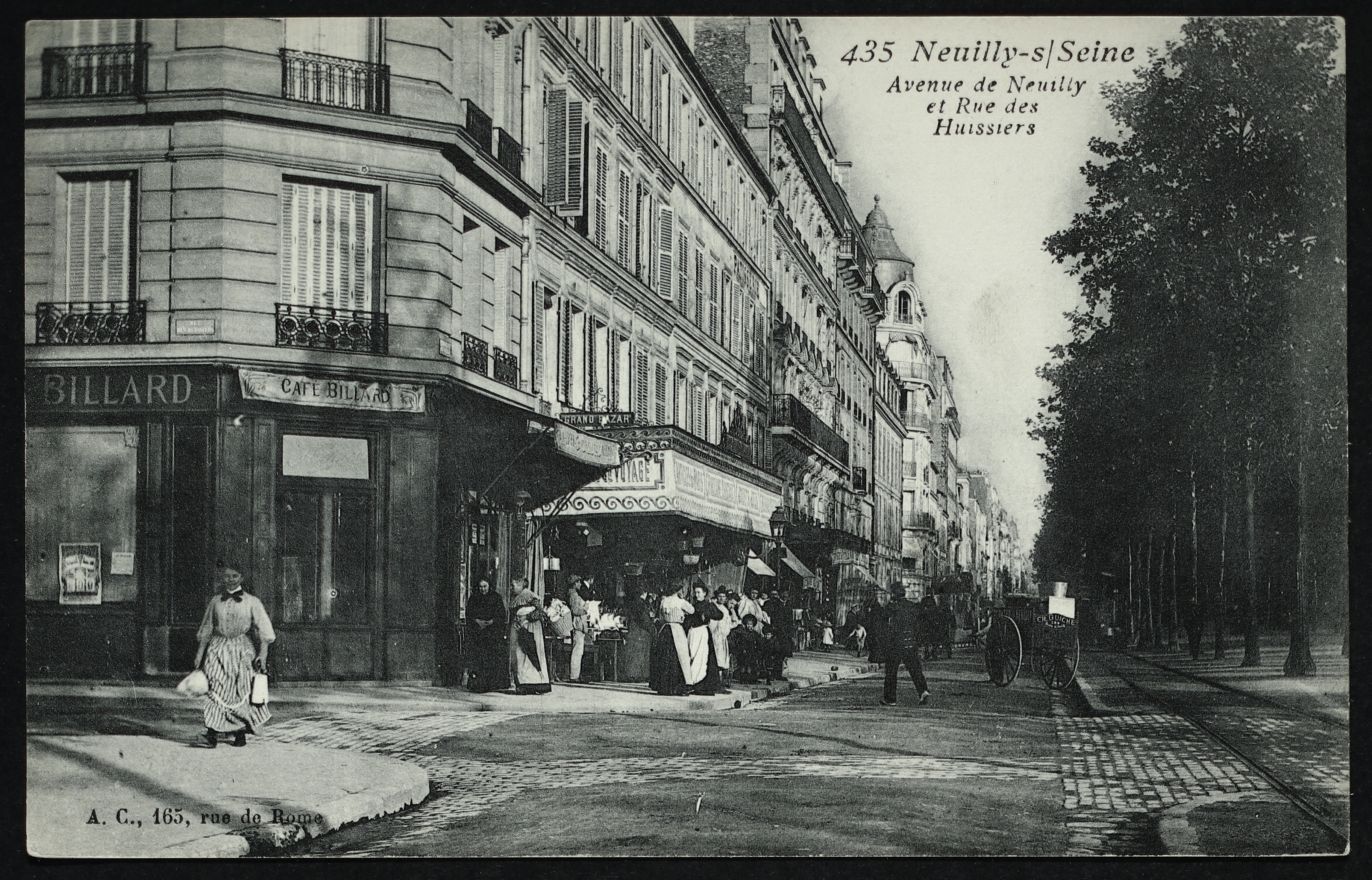
Avenue de Neuilly et rue des Huissiers.
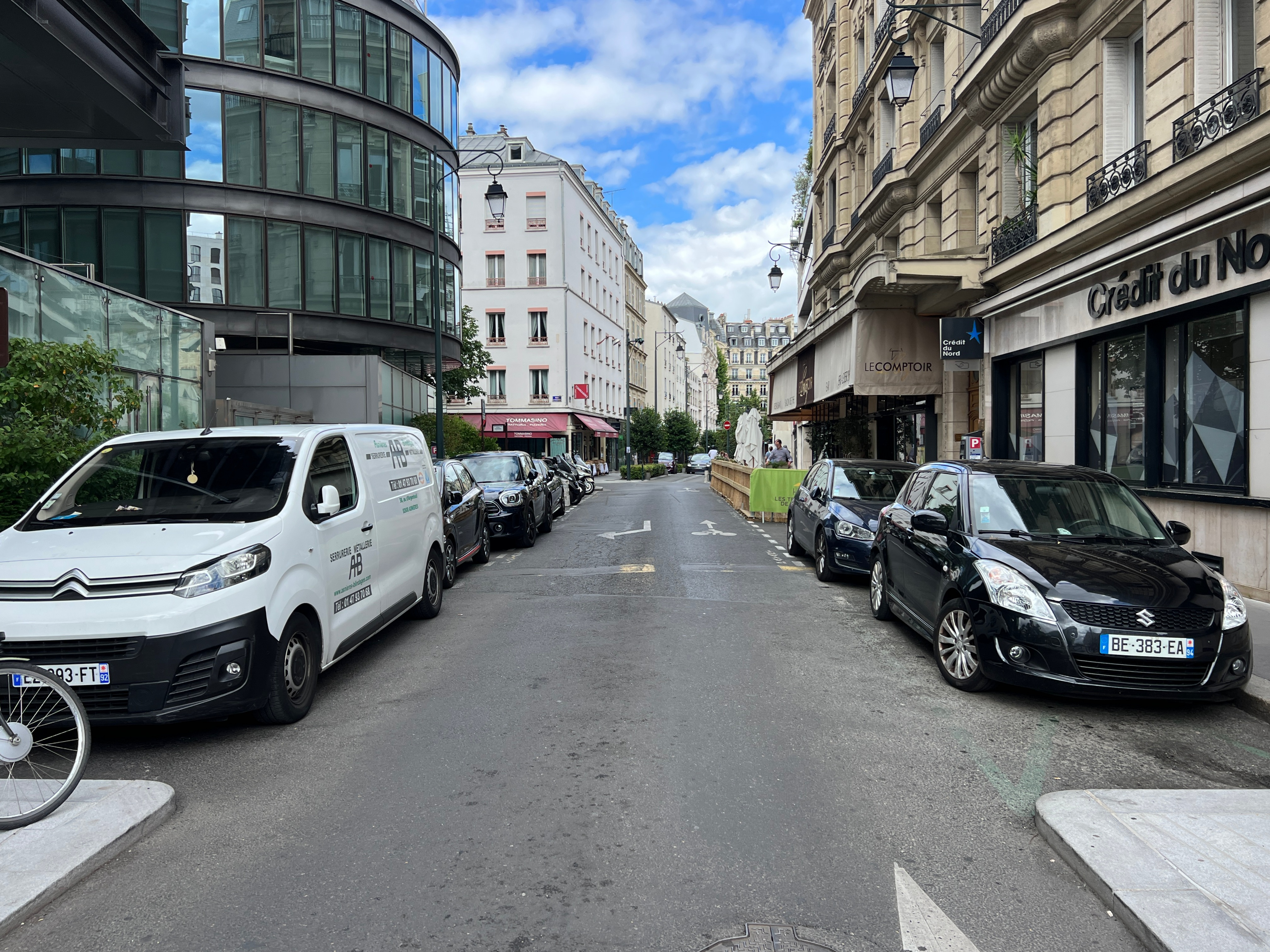
La rue en juillet 2023.